# 2020년 하계 올림픽 앤티가 바부다 선수단
2020년 하계 올림픽 앤티가 바부다 선수단은 2021년 일본 도쿄에서 열린 2020년 하계 올림픽에 참가한 올림픽 앤티가 바부다 선수단이다. 총 4개 종목에서 6명의 선수가 참가했다. 앤티가 바부다는 1984년 하계 올림픽 이후로 쉬지 않고 올림픽에 출전했으며 2020년 하계 올림픽에서는 10번째로 참가하는 올림픽이 된다.

## 출전 선수
아래 목록은 하계 올림픽에 참가한 앤티가 바부다 선수들의 수이다.
| 종목 | 남자 | 여자 | 총합 |
| ---- | ---- | ---- | ---- |
| 육상 | 1    | 1    | 2    |
| 복싱 | 1    | 0    | 1    |
| 요트 | 0    | 1    | 1    |
| 수영 | 1    | 1    | 2    |
| 총합 | 3    | 3    | 6    |

## 출전 종목

### 육상
앤티카 바부다는 IAAF에서 세계 랭킹에 따라 각 종목당 최대 3명의 선수씩, 예선 통과 기준을 만족한 선수들이 본선 진출권을 얻었다.
성적
| 출전 선수     | 부문      | 본선  | 본선 | 준준결선 | 준준결선 | 준결선        | 준결선        | 결선          | 결선          |
| 출전 선수     | 부문      | 결과  | 순위 | 결과     | 순위     | 결과          | 순위          | 결과          | 순위          |
| ------------- | --------- | ----- | ---- | -------- | -------- | ------------- | ------------- | ------------- | ------------- |
| 세이하에 그린 | 남자 100m | Bye   | Bye  | 10:25    | 6        | 진출하지 못함 | 진출하지 못함 | 진출하지 못함 | 진출하지 못함 |
| 졸라 로이드   | 여자 100m | 11:55 | 1 Q  | 11:54    | 7        | 진출하지 못함 | 진출하지 못함 | 진출하지 못함 | 진출하지 못함 |

### 복싱
앤티가 바부다는 대한민국 서울에서 열린 1988년 하계 올림픽 이후 처음으로 복싱 선수 1명이 올림픽 본선에 진출하는 데 성공하였다. 아르헨티나 부에노스아이레스에서 열린 2021년 팬아메리카 복싱 예선전이 취소되면서 IOC의 복싱 세계 랭킹 순위에 따라 아메리카 부문에서 복싱 선수 앨스턴 랸이 남자 페더급 5위를 차지하며 올림픽 본선 진출권을 확보하였다.
성적
| 출전 선수 | 부문          | 32강전                            | 16강전        | 준준결승      | 준결승        | 결승          | 결승          |
| 출전 선수 | 부문          | 상대방 결과                       | 상대방 결과   | 상대방 결과   | 상대방 결과   | 상대방 결과   | 순위          |
| --------- | ------------- | --------------------------------- | ------------- | ------------- | ------------- | ------------- | ------------- |
| 앨스턴 랸 | 남자 라이트급 | 호브한네스 바치코프 (ARM) · L 0–5 | 진출하지 못함 | 진출하지 못함 | 진출하지 못함 | 진출하지 못함 | 진출하지 못함 |

### 요트
앤티카 바부다는 레이저 레이디얼 급에서 제3자 초청권으로 올림픽 본선에 초청받아 20여년만에 다시 한 번 요트 레이저 레이디얼급 본선 경기에 진출하는 데 성공했다.
성적
| 출전 선수   | 부문                   | 시기 | 시기 | 시기 | 시기 | 시기 | 시기 | 시기 | 시기 | 시기 | 시기 | 시기 | 획득 점수 | 최종 순위 |
| 출전 선수   | 부문                   | 1    | 2    | 3    | 4    | 5    | 6    | 7    | 8    | 9    | 10   | M*   | 획득 점수 | 최종 순위 |
| ----------- | ---------------------- | ---- | ---- | ---- | ---- | ---- | ---- | ---- | ---- | ---- | ---- | ---- | --------- | --------- |
| 잴레세 고든 | 여자 레이저 레이디얼급 | 42   | 43   | 42   | 43   | 41   | 42   | 37   | 42   | 38   | 41   | EL   | 368       | 43        |

### 수영
앤티카 바부다는 2021년 6월 28일 FINA 점수제에 기초하여 국제 수영 연맹(FINA)로부터 올림픽 개인전에 출전할 최고 순위의 남자 선수 1명, 여자 선수 1명 총 2명의 수영 선수를 올림픽 본선에 보내달라는 초청권을 받았다.
성적
| 출전 선수     | 부문             | 본선  | 본선 | 준결선        | 준결선        | 결선          | 결선          |
| 출전 선수     | 부문             | 시간  | 순위 | 시간          | 순위          | 시간          | 순위          |
| ------------- | ---------------- | ----- | ---- | ------------- | ------------- | ------------- | ------------- |
| 스테파노 미첼 | 남자 100m 자유형 | 51.64 | 51   | 진출하지 못함 | 진출하지 못함 | 진출하지 못함 | 진출하지 못함 |
| 사마타 로버츠 | 여자 50m 자유형  | 27.63 | 54   | 진출하지 못함 | 진출하지 못함 | 진출하지 못함 | 진출하지 못함 |